# نقشه فرهنگی جهان از اینگلهارت - ولزل
نقشه فرهنگی جهان از اینگلهارت – ولزل (به انگلیسی: Inglehart–Welzel cultural map of the world)؛ یک طرح پراکندگی است که توسط دانشمندان علوم سیاسی: رونالد اینگلهارت و کریستین ولزل بر اساس یافته‌های پیمایش ارزش‌های جهانی و پیمایش ارزش‌های اروپایی ایجاد شده‌است.
ارزش‌های فرهنگی پیوند مشابهی را در دو بُعد میان جوامع متفاوت نشان می‌دهد: ارزش‌های سنتی در برابر سکولار - عقلانی در محور عمودی y و بقا در برابر ارزش‌های خودبیان‌گری در محور افقی x. حرکت رو به بالا در این نقشه بیانگر تغییر از ارزش‌های سنتی به ارزش‌های سکولار - منطقی و حرکت به سمت راست بیانگر تغییر از ارزش‌های بقا به ارزش‌های خودبیان‌گری است.
به گفته نویسندگان: «این دو بُعد، بیش از ۷۰ درصد واریانس بین ملی را در تحلیل عاملی ده شاخص توضیح می‌دهد - و هر یک از این موارد ابعاد به شدت با نمرات جهت‌گیری مهم دیگر همبسته است.»
نویسندگان تأکید می‌کنند عامل تعیین‌کننده «وضعیت اقتصادی و اجتماعی»، تنها مکان یک کشور نیست زیرا «میراث تاریخی مذهبی و فرهنگی» آنجا نیز عاملی مهم است.

## مقادیر
اینگلهارت و ولزل با تجزیه و تحلیل داده‌های پیمایش ارزش‌های جهانی ادعا می‌کنند دو بُعد عمدهٔ تنوع بین‌فرهنگی در جهان وجود دارد:
1. محور x: ارزش‌های بقا در برابر ارزش‌های خودبیان‌گری
2. محور y: ارزش‌های سنتی در برابر ارزش‌های سکولار - منطقی.[۲]

نقشه نموداری است که در آن کشورها بر اساس نمرات خود برای دو مقدار ترسیم شده در محور x (ارزش‌های بقا در برابر ارزش‌های خودبیان‌گری) و محور y (ارزش‌های سنتی در برابر ارزش‌های سکولار - منطقی)
نشان داده می‌شوند و اینکه همه جوامع در این دو بُعد واقع شده‌اند. خوشه‌ها، ارزش‌های مشترک کشورها را نشان می‌دهند و نه نزدیکی جغرافیایی آنها را.
ارزش‌های سنتی بر اهمیت دین، روابط والدین و فرزندان، اقتدار، استانداردهای مطلق و احترام به ارزش‌های سنتی خانواده تأکید می‌کند. افرادی که به این ارزش‌ها باورمندند، طلاق، سقط جنین، مرگ آسان (مرگ بیماران لاعلاج) و خودکشی را نیز رد می‌کنند. جوامعی که از این ارزش‌ها استقبال می‌کنند دارای سطوح بالایی از غرور ملی و چشم‌انداز ملی‌گرایانه هستند.
ارزش‌های سکولار - عقلانی در برابر اولویت‌های ارزش‌های سنتی قرار دارند. جوامعی که از این ارزش‌ها استقبال می‌کنند تأکید کمتری بر دین، ارزش‌های سنتی خانوادگی و اقتدار دارند. تقریباً در چنین جوامعی، طلاق، سقط جنین، مرگ آسان (مرگ بیماران لاعلاج) و خودکشی پذیرفته شده‌است.
جابجایی از ارزش‌های سنتی به ارزش‌های سکولار - منطقی توسط انگلبرکت و نیگرن چنین شرح داده شده‌است: جایگزینی دین و خرافات با علم و دیوان سالاری به عنوان اساس رفتار و روابط اقتدار در یک جامعه.
ارزش‌های بقا بر امنیت اقتصادی و فیزیکی تأکید می‌کنند. آنها با چشم‌اندازی نسبتاً قوم‌گرا و سطوح پایین اعتماد و مدارا مرتبط هستند.
ارزش‌های خودبیان‌گری اولویت بالایی برای رفاه ذهنی، ابراز وجود و کیفیت زندگی دارد. برخی از ارزش‌ها که در جوامعی که از این ارزش‌ها استقبال می‌کنند بیشتر رایج است شامل حفاظت از محیط زیست، مدارای بیشتر با  بیگانگان،  همجنسگرایان و لزبین و برابری جنسیتی، افزایش تقاضا برای مشارکت در تصمیم‌گیری در زندگی اقتصادی و سیاسی (خودمختاری و آزادی از قدرت مرکزی)، اعتماد بین‌فردی، اعتدال سیاسی و تغییر ارزش‌های تربیتی کودک از تأکید بر کار سخت به سوی تخیل و مدارا.
تغییر از ارزش‌های بقا به خودبیان‌گری همچنین بیانگر گذار از جامعه صنعتی به جامعه پساصنعتی و نیز پذیرش ارزشهای دموکراتیک است.

## خوشه‌ها
در نقشه نسخه ۲۰۱۷، کشورها به ۹ دسته تقسیم شده بودند: انگلیسی زبان، آمریکای لاتین، کاتولیک اروپا، پروتستان اروپا، آفریقایی - اسلامی، بالتیک، آسیای جنوبی،  ارتدکس و خوشه کنفوسیوس. در مطالعات پیشین، خوشه آفریقایی - اسلامی به دو (خوشه آفریقا و خوشه اسلامی) تقسیم شد و کشورهای بالتیک خوشه خود را نداشتند.
یکی دیگر از راه‌های پیشنهاد شده برای خوشه‌بندی جوامع، میزان ثروت مادی است که جوامع فقیرتر در انتهای هر دو محور و ثروتمندترها در بالا قرار می‌گیرند.